# Teri McMinn

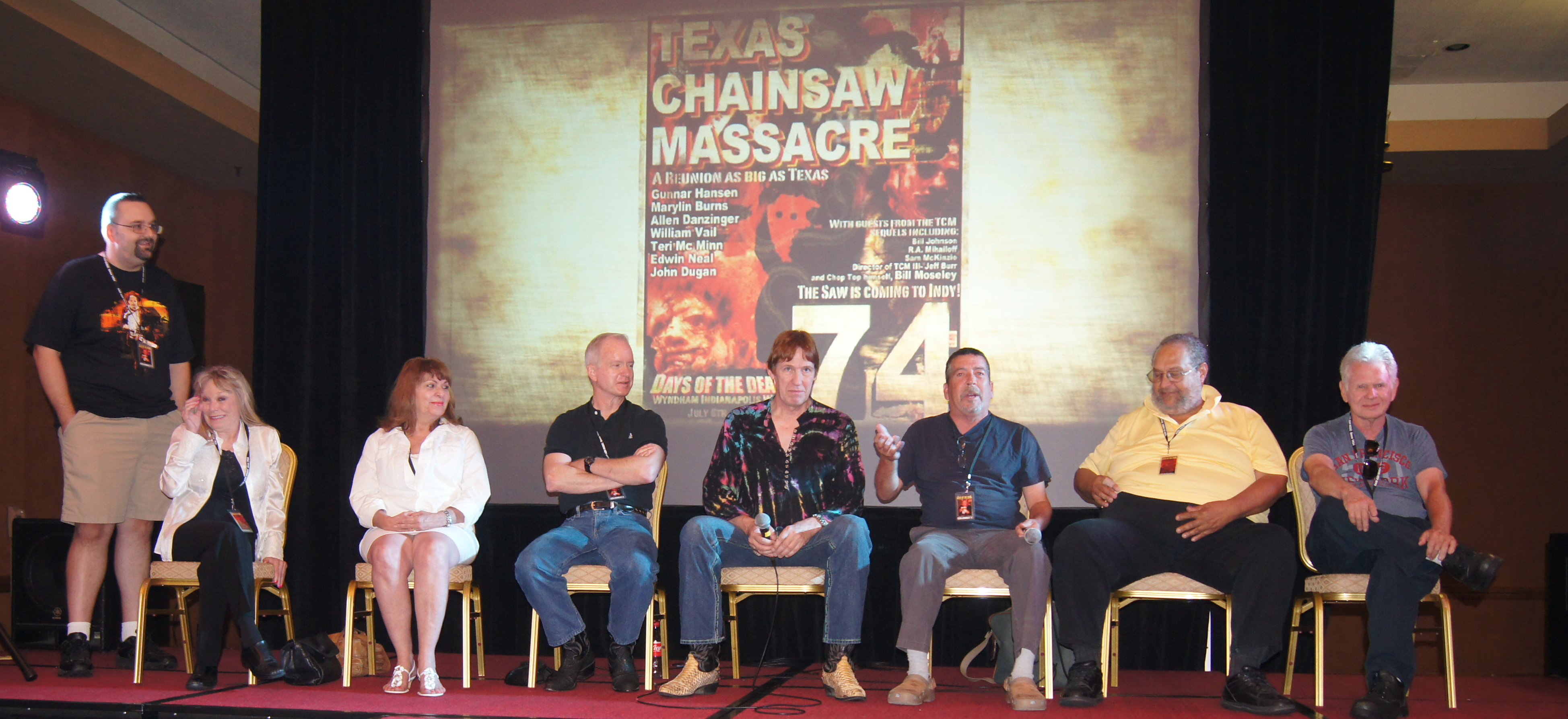
Shawn Patrick, Marilyn Burns, Teri McMinn, William Vail, Ed Neal, John Dugan, Ed Guinn i Allen Danziger, festiwal Days of the Dead Indianapolis 2012.

Teri Evelyn McMinn (ur. 18 sierpnia 1951 roku w Houston w Teksasie) – amerykańska aktorka.
Od dziecka interesowała się sztuką. Studiowała na Uniwersytecie Teksańskim w Austin. W roku 1974 dostała rolę Pam w głośnym horrorze Tobe'a Hoopera Teksańska masakra piłą mechaniczną po tym, jak Hooper przeczytał w lokalnym teksańskim piśmie artykuł o jej talentach.
Obecnie mieszka w Kalifornii.

## Filmografia
- 1974: Teksańska masakra piłą mechaniczną (The Texas Chain Saw Massacre) jako Pam
- 1991: The Horror Hall of Fame II jako ona sama
- 2009: The Cellar jak Sylvia
- 2011: Cousin Sarah jako Anastasia
- 2012: Butcher Boys jako kobieta z kilofem